# 代用電荷法
代用電荷法（だいようでんかほう、英: charge simulation method）または電荷重畳法は数値解析手法の一つである。基本解近似解法（英: method of fundamental solutions）ともいう。構造力学や電界計算の分野で広く使われている。偏微分方程式に対するメッシュフリー法であり、有限個の基本解を境界条件が満たされるように重ね合わせて近似解を構成する。誤差が境界で最大値に達する性質があり、誤差評価を容易にしている。原理が簡単で、プログラムが容易、高速、高精度であるが、非線型問題には適用できない。1969年に西ドイツのSteinbiglerが高電圧工学の問題に応用したのが最初で、その後日本で大きく研究が進んだ。宅間董により種々の電界計算に応用され、村島定行により汎用の解析法として確立された。

## 導入
例として、ディリクレ境界条件の2次元ラプラス方程式
{\displaystyle {\begin{cases}\Delta u({\boldsymbol {x}})=0&({\boldsymbol {x}}\in \Omega ),\\u({\boldsymbol {x}})=f({\boldsymbol {x}})&({\boldsymbol {x}}\in \partial \Omega )\end{cases}}}
に代用電荷法を適用する。ただし、Ωはℝ2上の有界な単連結領域とする。
代用電荷法は解を基本解の重ね合わせ（線型結合）で近似する。2次元ラプラス方程式であれば対数ポテンシャル
{\displaystyle G({\boldsymbol {x}},{\boldsymbol {s}})=-{\frac {1}{2\pi }}\log \left|{\boldsymbol {x}}-{\boldsymbol {s}}\right|}
を重ね合わせて
{\displaystyle u({\boldsymbol {x}})\approx u_{N}({\boldsymbol {x}})=\sum _{i=1}^{N}Q_{i}G({\boldsymbol {x}},{\boldsymbol {s}}_{i})}
とすることが多い。式中のsiは電荷点（charge point）と呼ばれ、Ωの外部から適当に選ばれる。
Qiの値は選点法により決定される。すなわち、境界∂Ωから拘束点（collocation point）と呼ばれる点xk（1 ≤ k ≤ N）を適当に選び、これらの点において近似解が拘束条件
{\displaystyle u_{N}({\boldsymbol {x}}_{k})=f({\boldsymbol {x}}_{k})\quad (k=1,2,\dotsc ,N)}
を満たすようにする。このとき、Qiは線型方程式系
{\displaystyle {\begin{pmatrix}G({\boldsymbol {x}}_{1},{\boldsymbol {s}}_{1})&G({\boldsymbol {x}}_{1},{\boldsymbol {s}}_{2})&\cdots &G({\boldsymbol {x}}_{1},{\boldsymbol {s}}_{N})\\G({\boldsymbol {x}}_{2},{\boldsymbol {s}}_{1})&G({\boldsymbol {x}}_{2},{\boldsymbol {s}}_{2})&\cdots &G({\boldsymbol {x}}_{2},{\boldsymbol {s}}_{N})\\\vdots &\vdots &\ddots &\vdots \\G({\boldsymbol {x}}_{N},{\boldsymbol {s}}_{1})&G({\boldsymbol {x}}_{N},{\boldsymbol {s}}_{2})&\cdots &G({\boldsymbol {x}}_{N},{\boldsymbol {s}}_{N})\end{pmatrix}}{\begin{pmatrix}Q_{1}\\Q_{2}\\\vdots \\Q_{N}\end{pmatrix}}={\begin{pmatrix}f({\boldsymbol {x}}_{1})\\f({\boldsymbol {x}}_{2})\\\vdots \\f({\boldsymbol {x}}_{N})\end{pmatrix}}}
の解となる。
代用電荷法の特徴として、境界における誤差で内部における誤差を評価できることが挙げられる。問題の解u(x)が存在し、さらにu(x)が閉包cl(Ω)において連続ならば、調和関数の最大値原理から誤差に関する等式
{\displaystyle \max _{{\boldsymbol {x}}\in \operatorname {cl} (\Omega )}\left|u({\boldsymbol {x}})-u_{N}({\boldsymbol {x}})\right|=\max _{{\boldsymbol {x}}\in \partial \Omega }\left|f({\boldsymbol {x}})-u_{N}({\boldsymbol {x}})\right|}
が成立する。

## 変種

### 室田の不変スキーム
室田の不変スキームは、対数ポテンシャルの線型結合に定数項Q0を加えた近似解
{\displaystyle u_{N}({\boldsymbol {x}})=Q_{0}-{\frac {1}{2\pi }}\sum _{i=1}^{N}Q_{i}\log \left|{\boldsymbol {x}}-{\boldsymbol {s}}_{i}\right|}
を、拘束条件に
{\displaystyle \sum _{i=1}^{N}Q_{i}=0}
という制約を追加して構成する手法である。
ラプラス方程式の解は座標系のスケール変換x → axと境界条件の平行移動f(x) → f(x) + cに対して不変だが、通常の代用電荷法で構成される近似解は不変にならない。室田の不変スキームで構成される近似解は、この不変性を満たす点に特徴がある。

## 関連論文
- 西田詩「2次元楕円領域における代用電荷法の数学的及び数値的考察」『日本応用数理学会論文誌』第5巻第3号、日本応用数理学会、1995年、185-198頁、CRID 1390282680744901120、doi:10.11540/jsiamt.5.3_185、ISSN 2424-0982。
- 天野要「代用電荷法による放射スリット領域への数値等角写像の方法」『日本応用数理学会論文誌』第5巻第3号、日本応用数理学会、1995年、267-280頁、CRID 1390282680744911744、doi:10.11540/jsiamt.5.3_267、ISSN 2424-0982。
- 井上哲男「代用電荷法における逆等角写像のポテンシャル論的スキーム(ポテンシャル論とその関連分野)」『数理解析研究所講究録』第1016巻、京都大学数理解析研究所、1997年11月、68-76頁、CRID 1050564285513571200、hdl:2433/61627、ISSN 1880-2818。
- 岡野大, 緒方秀教, 天野要, 井上哲男「代用電荷法による実関数の近似」『情報処理学会論文誌』第39巻第12号、情報処理学会、1998年12月、3337-3340頁、CRID 1050564287839853696、ISSN 1882-7764。
- 岡野大, 杉原正顯, 天野要「3次元代用電荷法の誤差の収束について : 球面の場合(数値シミュレーションを支える応用数理)」『数理解析研究所講究録』第1573巻、京都大学数理解析研究所、2007年11月、1-12頁、CRID 1050282677275319680、hdl:2433/81327、ISSN 1880-2818。
- 榊原航也, 矢崎成俊「代用電荷法によるHele-Shaw問題の数値計算 (新時代の科学技術を牽引する数値解析学)」『数理解析研究所講究録』第1957巻、京都大学数理解析研究所、2015年7月、116-133頁、CRID 1050845760776577792、hdl:2433/224071、ISSN 1880-2818。
- 神谷紀生, 北栄輔『トレフツ法入門』コロナ社、2000年。ISBN 4339023752。全国書誌番号:20065436。